# Raffaele Farina
Raffaele Farina SDB (Buonalbergo, 24. rujna 1933.) talijanski je kardinal Katoličke Crkve. Bio je arhivist Vatikanskog tajnog arhiva i knjižničar Vatikanske knjižnice. Farina je 2007. uzdignut u kardinalski naslov.
Papa Benedikt imenovao ga je kardinalom-đakonom crkve San Giovanni della Pigna na konzistoriju 24. studenoga 2007. godine.
U lipnju 2013. papa Franjo je kirografom imenovao kardinala Farinu predsjednikom peteročlanog Papinskog povjerenstva koje istražuje Institut za vjerska djela.